# Pallavolo Avellino
La società Pallavolo Avellino, fondata nel 1966, era la squadra principale di pallavolo maschile di Avellino.

## Storia
La Pallavolo Avellino durante i suoi primi anni di attività ha militato tra le serie D e C, per poi approdare nel 1976 in Serie B in seguito alla fusione avvenuta nel 1974 con la società Hirpus. Nella stagione 1982-83 gli irpini giungono al secondo posto in B e sfiorano la promozione che raggiungeranno l'anno dopo. Nel 1984 la Pallavolo Avellino raggiunge la storica promozione in Serie A2 e la mantiene per due anni. La prima stagione 1984-1985 chiusa al 6º posto, la seconda 1985-1986 conclusa con un 8º posto, seguito però dalla cessione del titolo di proprietà.
Costretta a ripartire dalle serie inferiori, la compagine risale in B2 nel 1989 e in B1 nella stagione 1998-99, sotto la guida del tecnico Colarusso, realizzando venticinque vittorie in altrettante partite disputate. Nella stagione 2006-07, la Pallavolo Avellino ottiene la promozione nel campionato di serie A2 dopo ventuno anni di assenza. La finale play-off disputata il 6 giugno 2007 vede gli irpini battere la Sir Safery Bastia per 3-2.

### Stagione 2007/2008
In qualità di neopromossa dalla B1, la Pallavolo Avellino disputa la stagione 2007/2008 in Serie A2. I verde-blu non danno mai l'impressione di essere all'altezza di un campionato di livello fin troppo elevato per i mezzi di una neopromossa. Si tenta la carta dell'avvicendamento in panchina, via Stefano Narducci, al suo posto il vice Nicola Di Costanzo, poi Aniello Mosca e di nuovo Narducci per il finale di stagione. Ciò non basta, però, per lottare fino in fondo per la salvezza e, con diverse giornate di anticipo, la Concept Avellino retrocede in B1 senza aver mai realmente avuto tra le mani concrete possibilità di riconfermarsi ai livelli del campionato di A2.

#### Rosa
| 3  | Italia (bandiera)    | Gianmarco De Palma       | Schiacciatore | 1988 |
| 5  | Brasile (bandiera)   | Paolino Junior Enoch     | Schiacciatore | 1977 |
| 6  | Italia (bandiera)    | Bonito Enrico            | Centrale      | 1979 |
| 7  | Italia (bandiera)    | Lionetti Marco           | Libero        | 1978 |
| 9  | Italia (bandiera)    | Mario Marolda            | Schiacciatore | 1976 |
| 10 | Italia (bandiera)    | Domizioli Federico       | Palleggiatore | 1972 |
| 11 | Argentina (bandiera) | Fernando Gabriel Garnica | Palleggiatore | 1980 |
| 13 | Italia (bandiera)    | D'avanzo Andrea          | Centrale      | 1982 |
| 14 | Ungheria (bandiera)  | Szabolcs Németh          | Schiacciatore | 1986 |
| 16 | Brasile (bandiera)   | William Kirchein         | Schiacciatore | 1972 |
| 18 | Italia (bandiera)    | Bassi Daniele            | Centrale      | 1980 |

#### Staff tecnico
- 1º Allenatore: Stefano Narducci
- 2º Allenatore: Paolo Sarpi
- Preparatore Atletico: Enzo D'Argenio
- Medici: Gianfranco Fiorenzi - Luciano Marino - Raffaello Santoro
- Fisioterapisti: Antonio Bellafiore
- Massaggiatore: Massimiliano Del Gaudio

### Stagione 2008/2009
La squadra torna in B1 e viene completamente riformata, puntando su giovani irpini ed esperti giocatori di categoria, con l'opposto cubano Beltran, unico innesto non italiano.
Dopo una stagione difficile trascorsa nei bassifondi della classifica i verdeblu riescono a risalire la china e chiudere il campionato all'11º posto ottenendo quindi la salvezza.
Al termine della stagione il titolo sportivo passa alla Pallavolo Atripalda.

#### Rosa
| 1  | Italia (bandiera) | Daniele Cuzzucoli | Schiacciatore | 1979 |
| 2  | Italia (bandiera) | Julian Calero     | Libero        | 1989 |
| 3  | Italia (bandiera) | Dario Rumiano     | Centrale      | 1981 |
| 4  | Italia (bandiera) | Stefano Mari      | Schiacciatore | 1975 |
| 6  | Italia (bandiera) | Guglielmo Capaldo | Palleggiatore | 1991 |
| 7  | Italia (bandiera) | Danilo Gallotta   | Schiacciatore | 1980 |
| 8  | Italia (bandiera) | Ivan Cuomo        | Centrale      | 1983 |
| 9  | Italia (bandiera) | Alberto Minenna   | Centrale      | 1985 |
| 10 | Italia (bandiera) | Italo Losco       | Centrale      | 1991 |
| 11 | Cuba (bandiera)   | Angel Beltran     | Opposto       | 1973 |
| 15 | Italia (bandiera) | Daniel Coscione   | Palleggiatore | 1984 |
| 17 | Italia (bandiera) | Jonathan Zaccaria | Schiacciatore | 1988 |

#### Staff tecnico
- 1º Allenatore: Stefano Narducci
- 2º Allenatore Nicola Di Costanzo
- Preparatore Atletico: Enzo D'Argenio
- Medici: Gianfranco Fiorenzi - Luciano Marino - Raffaello Santoro
- Fisioterapisti: Antonio Bellafiore
- Massaggiatore: Massimiliano Del Gaudio